# 温斯顿-塞勒姆网球公开赛
温斯顿-塞勒姆网球公开赛（Winston-Salem Open）是在美国北卡罗来纳州温斯顿-塞勒姆举办的男子职业网球赛事。赛事创办于2011年，属于ATP250巡回赛，每年在維克弗斯特大學的室外硬地球场上举行。这项赛事是美网系列赛的一部分，通常在8月美国网球公开赛的前一周举行。
该赛事最早可以追溯到纽约长岛网球公开赛和纽黑文网球公开赛，此后该赛事的办赛许可证被卖给新的运营公司并迁移到温斯顿-塞勒姆。
2016年温斯顿-塞勒姆网球公开赛被评选为年度最佳ATP世界巡回赛250系列赛事。

## 赛事历史
1981年，哈姆雷特挑战杯（Hamlet Challenge Cup）在纽约长岛杰里科举办，最初是四人参加的单打表演赛，后来发展成规模更大的需要抽签的比赛，在20世纪80年代吸引了众多顶级选手的冠军，包括伊万·伦德尔和当时18岁的安德烈·阿加西。
1990年，长岛网球锦标赛成为巡回赛的一部分，并加入了新成立的职业网球协会ATP巡回赛，赞助商包括1990年和1991年的诺斯达银行，1992年到1995年以及1997年到2000年的沃尔德鲍姆，1996年的吉诺维斯药店2002年以后的道明宏达理财。
2005年，赛事搬到了纽黑文，当时美国网球协会（USTA）购买了长岛的赛事版权并将其与纽黑文的女子网球比赛合并成一个大型的男女合办赛事，2011年，纽黑文的男子比赛搬迁到温斯顿-塞勒姆，ATP认为这是一项全新赛事，赛事官网也认为赛事是从2011年开始。

### 单打
| 年份 | 冠军                   | 亚军                   | 比分                    |
| ---- | ---------------------- | ---------------------- | ----------------------- |
| 2024 | 洛伦佐·索内戈          | 亚历克斯·米切尔森      | 6–0, 6–3                |
| 2023 | 塞巴斯蒂安·巴埃斯      | 伊日·莱赫奇卡          | 6–4, 6–3                |
| 2022 | 阿德里安·曼納里諾      | 拉斯洛·捷雷            | 7–6(7–1), 6–4           |
| 2021 | 伊利亚·伊华舒卡        | 米凯尔·伊梅尔          | 6–0, 6–2                |
| 2019 | 休伯特·胡尔卡奇        | 伯诺瓦·帕尔雷          | 6–3, 3–6, 6–3           |
| 2018 | 丹尼尔·梅德韦杰夫      | 斯蒂夫·约翰逊          | 6–4, 6–4                |
| 2017 | 罗伯托·包蒂斯塔·阿古特 | 达米尔·德祖赫          | 6–4, 6–4                |
| 2016 | 巴勃罗·卡雷尼奥·布斯塔 | 罗伯托·包蒂斯塔·阿古特 | 6–7(6–8), 7–6(7–1), 6–4 |
| 2015 | 凯文·安德森            | 皮埃尔-于格·埃贝尔     | 6–4, 7–5                |
| 2014 | 卢卡斯·拉索尔          | 杰西·扬诺维茨          | 3–6, 7–6(7–3), 7–5      |
| 2013 | 于尔根·梅尔泽          | 加埃尔·孟菲尔斯        | 6–3, 2–1, ret.          |
| 2012 | 约翰·伊斯内尔 (2)      | 托马什·伯蒂奇          | 3–6, 6–4, 7–6(11–9)     |
| 2011 | 约翰·伊斯内尔          | 儒利安·贝内托          | 4–6, 6–3, 6–4           |

### 双打
| 年份 | 冠军                                  | 亚军                              | 比分                  |
| ---- | ------------------------------------- | --------------------------------- | --------------------- |
| 2024 | 纳撒尼尔·拉蒙斯 (2) 杰克森·威思罗 (2) | 朱利安·卡什 罗伯特·加洛韦         | 6–4, 6–3              |
| 2023 | 纳撒尼尔·拉蒙斯 杰克森·威思罗         | 劳埃德·格拉斯普尔 尼尔·斯库普斯基 | 6–3, 6–4              |
| 2022 | 马修·伊布登 杰米·穆雷                 | 雨果·尼斯 扬·杰林斯基             | 6-4, 6-2              |
| 2021 | 马塞洛·阿雷瓦洛 马特维·米德尔库普     | 伊万·多迪格 奥斯汀·克拉吉塞克     | 6–7(5–7), 7–5, [10–6] |
| 2019 | 卢卡斯·库伯特 马塞洛·梅洛             | 尼古拉斯·门罗 坦尼斯·桑德格伦     | 6–7(6–8), 6–1, [10–3] |
| 2018 | 让-儒利安·路查 (2) 霍里亚·特卡乌 (2)  | 詹姆斯·塞雷坦尼 利安德·帕斯       | 6–4, 6–2              |
| 2017 | 让-儒利安·路查 霍里亚·特卡乌          | 朱利奥·佩拉尔塔 奥拉西奥·塞瓦略斯 | 6–3, 6–4              |
| 2016 | 吉列尔莫·加西亚·洛佩斯 亨利·孔蒂宁    | 安德烈·贝格曼 利安德·帕斯         | 4–6, 7–6(8–6), [10–8] |
| 2015 | 多米尼克·英格洛特 罗伯特·林德斯泰特   | 艾瑞克·布托拉克 斯科特·利普斯基   | 6–2, 6–4              |
| 2014 | 胡安·塞巴斯蒂安·卡瓦尔 罗伯特·法拉赫  | 杰米·穆雷 约翰·皮尔斯             | 6–3, 6–4              |
| 2013 | 丹尼尔·内斯特 利安德·帕斯             | 崔特·休伊 多米尼克·英格洛特       | 7–6(12–10), 7–5       |
| 2012 | 圣地亚哥·冈萨雷斯 斯科特·利普斯基     | 巴勃罗·安杜哈尔 莱昂纳多·梅耶尔   | 6–3, 4–6, [10–2]      |
| 2011 | 乔纳森·埃利希 安迪·拉姆               | 克里斯多夫·卡斯 亚历山大·佩亚     | 7–6(7–2), 6–4         |

## 外部連結
- 官方网站 （页面存档备份，存于）
- ATP赛事页面 （页面存档备份，存于）

36°08′06″N 80°16′34″W / 36.135°N 80.276°W